# (36323) 2000 LF27
2000 LF27 (asteroide 36323) é um asteroide da cintura principal. Possui uma excentricidade de 0.24398310 e uma inclinação de 2.62524º.
Este asteroide foi descoberto no dia 6 de junho de 2000 por LONEOS em Anderson Mesa.